# Dickinsonia
Dickinsonia és un gènere d'organismes extingits que va viure durant el període Ediacarià tardà a l'actual Austràlia, Xina, Rússia i Ucraïna, molt probablement un animal basal. És un dels membres més coneguts de la biota d'Ediacarià.
L'individu Dickinsonia normalment s'assembla a un oval acanalat simètric bilateral. Les seves afinitats són actualment desconegudes; el seu mode de creixement s'ha considerat coherent amb una afinitat bilateriana del grup mare, tot i que s'han proposat diverses altres afinitats. El descobriment de molècules de colesterol en fòssils de Dickinsonia dona suport a la idea que Dickinsonia era un animal, tot i que aquests resultats han estat qüestionats.

## Descripció
Els fòssils de Dickinsonia només es coneixen en forma d'empremtes i motlles en llits de gres. Els exemplars trobats oscil·len entre uns quants mil·límetres a uns 1,4 metres de llargada i des d'una fracció de mil·límetre fins a uns quants mil·límetres de gruix. Són gairebé bilateralment simètrics, segmentats, rodons o ovalats de contorn, lleugerament expandits fins a un extrem (és a dir, contorn en forma d'ou). Els segments en forma de costelles estan inclinats radialment cap als extrems amples i estrets, i l'amplada i la longitud dels segments augmenten cap a l'extrem ample del fòssil. El cos està dividit en dos per una cresta o solc de la línia mitjana, tret d'un únic segment no aparellat en un extrem, anomenada la «unitat més anterior» suggerida per representar la part davantera de l'organisme. Es discuteix si els segments es desplacen entre si després de la reflexió de lliscament i, per tant, són isòmers, o si els segments són simètrics a través de la línia mitjana i, per tant, segueixen una veritable simetria bilateral, ja que els exemplars que mostren el desplaçament poden ser el resultat de la distorsió tafonòmica. El nombre de segments/parells d'isòmers varia des de 12 en individus més petits fins a 74 en els exemplars australians més grans.

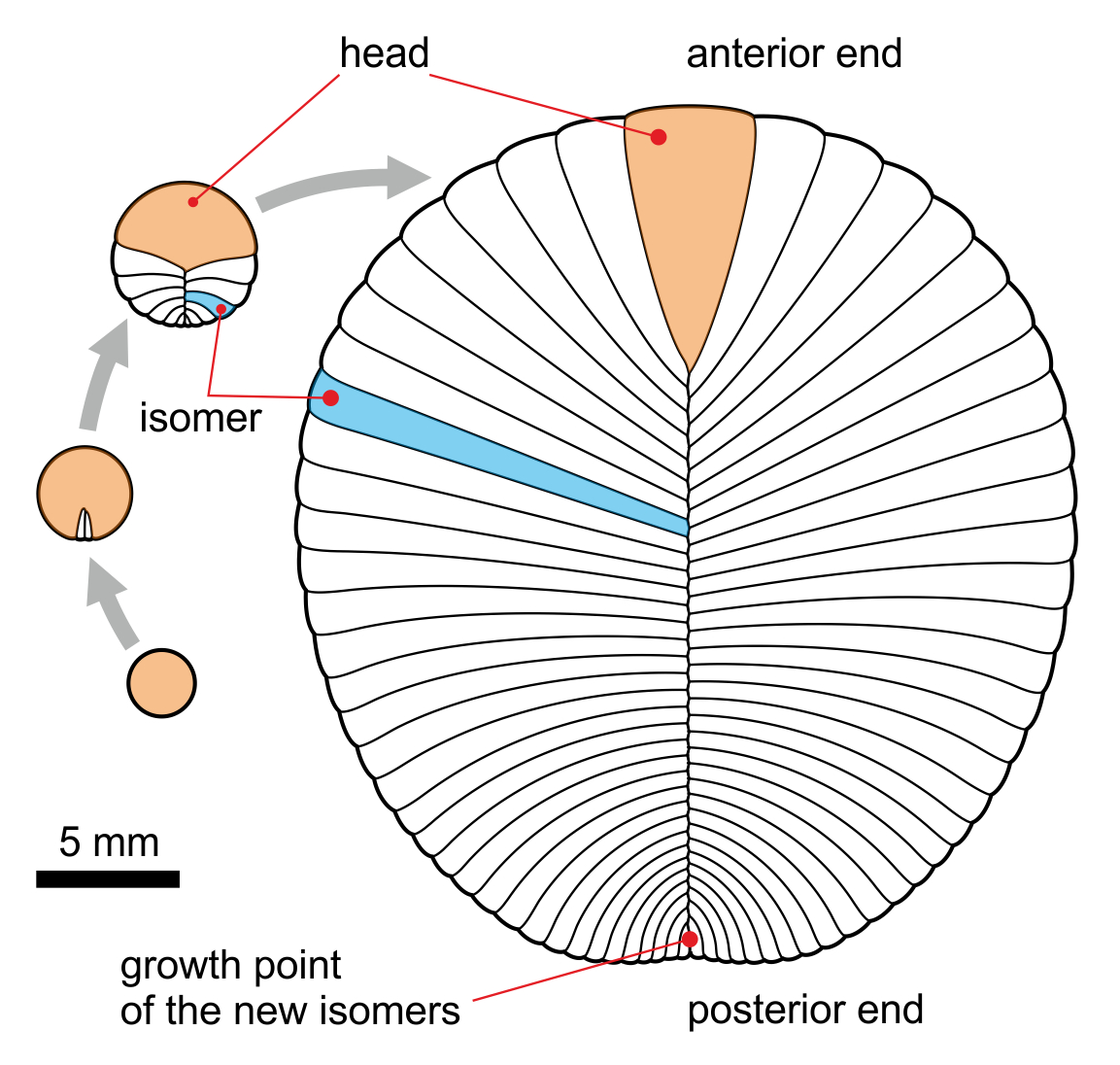
Ontogènia de Dickinsonia costata seguint la interpretació de la reflexió de lliscament
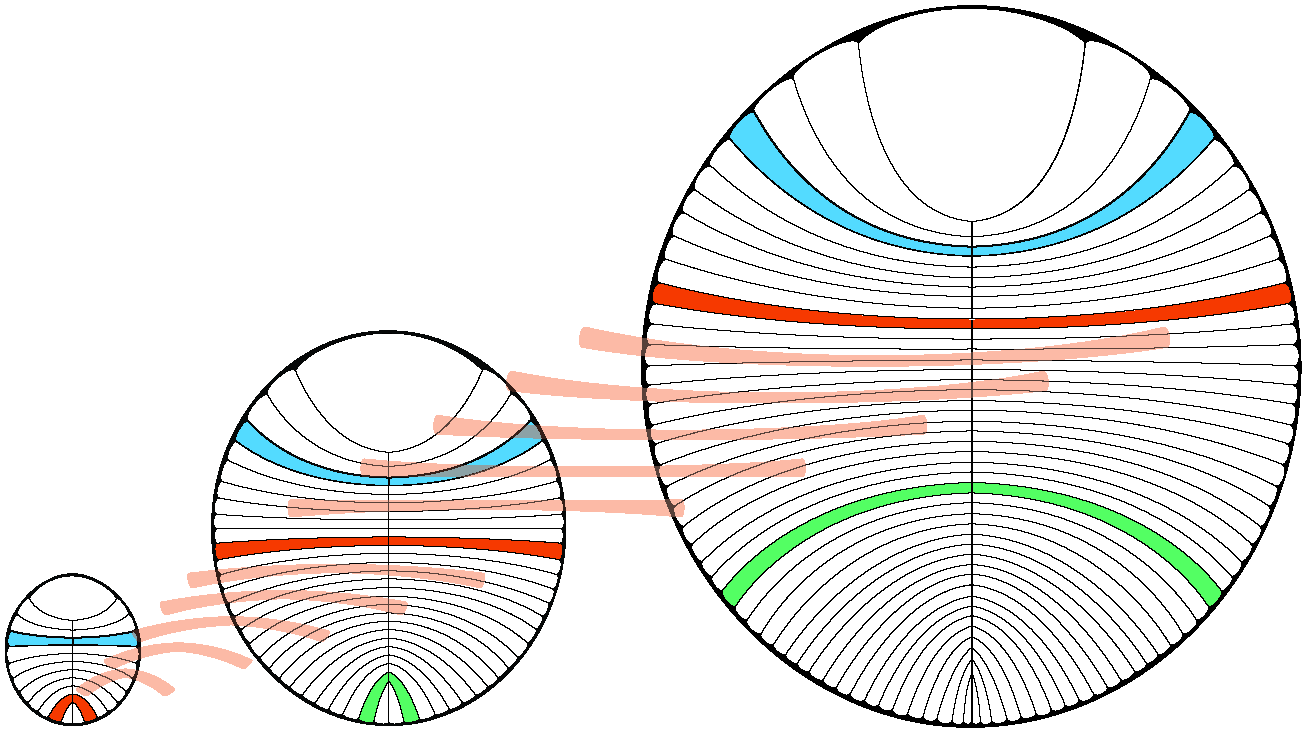
Creixement de D. costata sota interpretació de simetria bilateral

Es suggereix que el cos de Dickinsonia era semblant a un sac, amb la capa exterior feta d'un material resistent però no mineralitzat. Alguns exemplars de Rússia mostren la presència d'estructures internes ramificades. Alguns autors han suggerit que la part inferior del cos portava cilis, així com petites bosses plegades.
Es suggereix que Dickinsonia creixia afegint un nou parell de segments/isòmers a l'extrem oposat a la «unitat més anterior» no aparellada. Dickinsonia probablement va mostrar un creixement indeterminat (sense mida màxima), tot i que es suggereix que l'addició de nous segments s'alentia més tard durant el creixement. Els exemplars deformats de Rússia indiquen que els individus de Dickinsonia podrien regenerar-se després de ser danyats.

## Ecologia
Es suggereix que Dickinsonia va ser un organisme marí mòbil que vivia al fons marí i s'alimentava consumint tapissos microbians que creixien al fons marí mitjançant estructures presents a la seva part inferior. S'han observat rastres fòssils en forma de Dickinsonia, que se suposa que representen impressions d'alimentació, de vegades trobats en cadenes que demostren aquest comportament. Aquests rastres fòssils s'han assignat al gènere Epibaion. Un estudi de 2022 va suggerir que Dickinsonia s'adheria temporalment al fons marí mitjançant l'ús d'un moc, que podria haver estat una adaptació per viure en entorns d'aigües molt poc profundes.

## Descobriment
Les primeres espècies i exemplars d'aquest organisme fòssil es van descobrir per primera vegada al membre Ediacarià de la quarsita de Rawnsley, Flinders Ranges al sud d'Austràlia. Reg Sprigg, el descobridor original de la biota d'Ediacarià a Austràlia, va descriure Dickinsonia, batejant-la amb el nom de Ben Dickinson, aleshores director de mines d'Austràlia Meridional i cap del departament governamental que va emprar Sprigg. També es coneixen exemplars addicionals de Dickinsonia de la Formació Mogilev a la conca del riu Dnièster de Podíl·lia, Ucraïna, les formacions Lyamtsa, Verkhovka, Zimnegory i Yorga a la zona de la Mar Blanca de la regió d'Arkhànguelsk, Formació Txernokamen dels Urals centrals, Rússia, (aquests dipòsits s'han datat entre el 567 i el 550 Ma), la Formació Dengying a la zona de les Gorges del Iang-Tsé, al sud de la Xina (ca. 551–543 Ma).

### Taxonomia
Per regla general, els fòssils de Dickinsonia es conserven com a impressions negatives («màscares mortuòries») a les bases dels llits de gres. Aquests fòssils són empremtes de les parts superiors dels organismes bentònics que han estat enterrats sota la sorra. Les empremtes es van formar com a resultat de la cimentació de la sorra abans de la descomposició completa del cos. El mecanisme de cimentació no està del tot clar; entre moltes possibilitats, el procés podria haver sorgit de condicions que van donar lloc a «màscares mortuòries» de pirita sobre el cos en descomposició, o potser degut a la cimentació carbonatada de la sorra. Les empremtes dels cossos dels organismes sovint es comprimeixen fortament, es distorsionen i, de vegades, s'estenen parcialment a la roca que hi ha a sobre. Aquestes deformacions semblen mostrar intents dels organismes per escapar del sediment que es diposita.

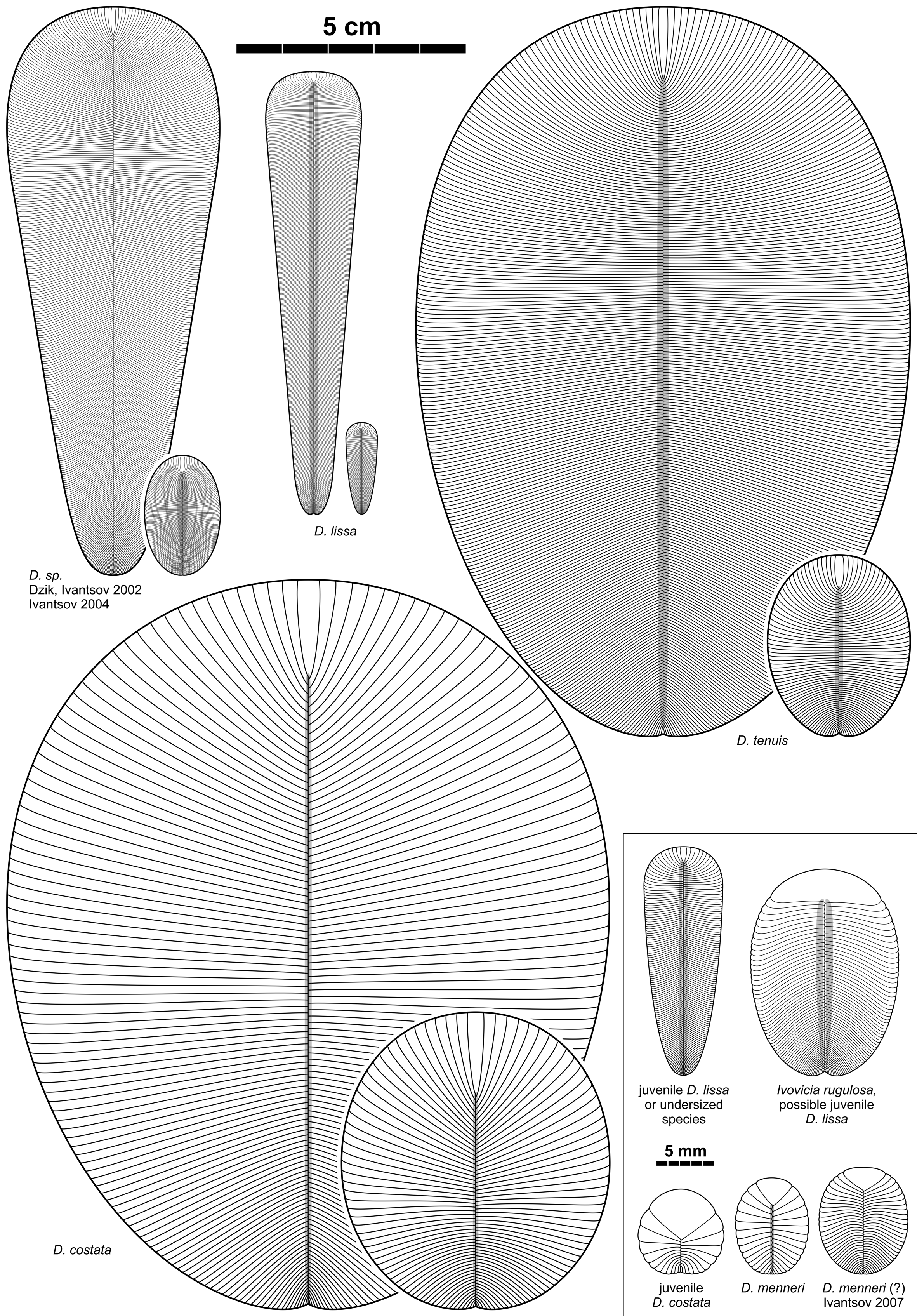
Esquema de diverses espècies de Dickinsonia
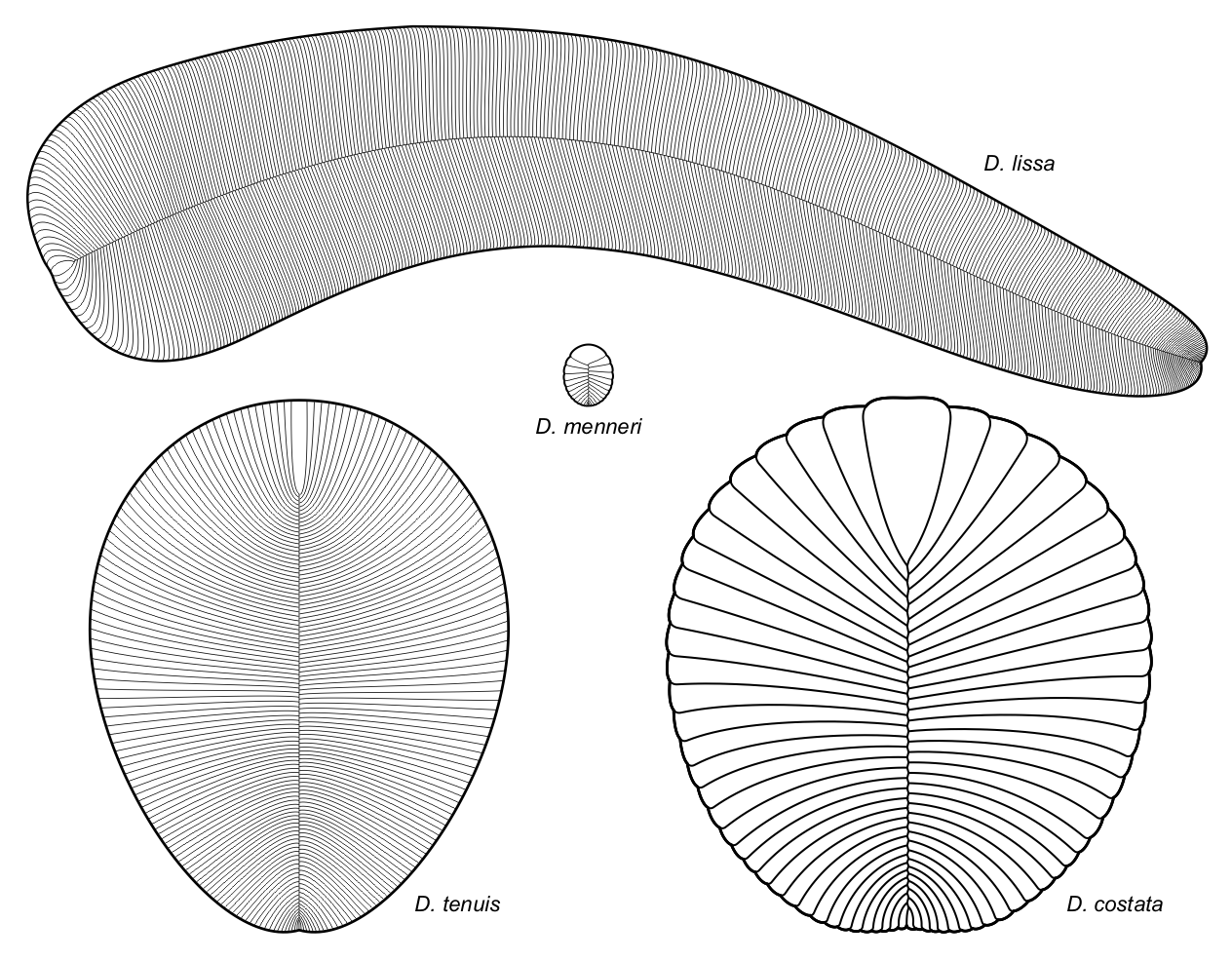
Diagrama de diverses espècies de Dickinsonia (cont.)

Poques vegades, Dickinsonia s'ha conservat com a fosa en lents massives de gres, on es troba juntament amb Pteridinium, Rangea i alguns altres. Aquests exemplars són productes d'esdeveniments en què els organismes van ser despullats per primera vegada del fons marí, transportats i dipositats dins del flux de sorra. En aquests casos, es produeix Dickinsonia estirada i trencada. El primer exemplar d'aquest tipus es va descriure com un gènere i espècie separats, Chondroplon bilobatum i més tard es va tornar a identificar com a Dickinsonia.

## Taxonomia

### Espècies
Des de 1947 s'han descrit un total de nou espècies, de les quals tres es consideren vàlides actualment:
| Espècie              | Autoritat                | Lloc                        | Estatus | Notes |
| -------------------- | ------------------------ | --------------------------- | ------- | --- |
| Dickinsonia brachina | Wade, 1972               | Austràlia                   | invàlid | Sinònim de Dickinsonia tenuis |
| Dickinsonia costata  | Sprigg, 1947             | Austràlia, Rússia i Ucraïna | vàlid   | A diferència d'altres espècies, D. costata té un cos comparativament arrodonit i menys segments / isòmers més amples. |
| Dickinsonia elongata | Glaessner & Wade, 1966   | Austràlia                   | invàlid | Sinònim de Dickinsonia costata |
| Dickinsonia lissa    | Wade, 1972               | Austràlia                   | invàlid | Sinònim de Dickinsonia tenuis |
| Dickinsonia menneri  | Keller, 1976             | Rússia                      | vàlid   | D. menneri és un petit organisme de fins a 8 mm de llargada i s'assembla molt als exemplars juvenils de D. costata amb el seu petit nombre d'isòmers i el seu cap ben marcat. D. menneri es diferencia de D. costata juvenil per la seva forma una mica més allargada. Originalment classificat com a Vendomia, Ivantsov va tornar a identificar com a Dickinsonia (2007) |
| Dickinsonia minima   | Sprigg, 1949             | Austràlia                   | invàlid | Sinònim de Dickinsonia costata |
| Dickinsonia rex      | Jenkins, 1992            | Austràlia                   | invàlid | Sinònim de Dickinsonia tenuis |
| Dickinsonia spriggi  | Harrington & Moore, 1955 | Austràlia                   | invàlid | Sinònim de Dickinsonia costata |
| Dickinsonia tenuis   | Glaessner & Wade, 1966   | Austràlia i Rússia          | vàlid   | Molt semblant a D. costata, però es diferencia d'ell per segments més estrets i nombrosos, forma ovalada poc allargada del cos. |

Més tard es va determinar que un exemplar de Dickinsonia de l'Índia era les restes d'un rusc.

### Relacions externes
Dickinsonia es classifica com a part del grup Proarticulata o Dickinsonomorpha. Proarticulata inclou una sèrie d'organismes morfològicament similars, com Spriggina, Yorgia, Andiva i Cephalonega, que comparteixen la mateixa articulació segmentada. Les afinitats de Proarticulata amb altres organismes, inclòs amb altres membres de la biota d'Ediacarià, com els rangeomorfs, han estat discutides durant molt de temps. Històricament s'ha proposat que la majoria d'organismes ediacarians estaven tancats relacionats entre si, com a part de l'agrupació «Vendobionta», encara que autors recents argumenten que aquest grup en el seu conjunt és probable que sigui polifilètic. Gregory Retallack ha proposat que els fòssils de Dickinsonia i altres biota d'Ediacarià representen líquens que van créixer en un medi terrestre, però això ha estat àmpliament rebutjat per altres autors, que argumenten que un entorn marí de deposició s'adapta millor a les proves disponibles. Altres propostes inclouen protistes gegants, tal com va proposar Adolf Seilacher. La majoria de les investigacions modernes suggereixen que Dickinsonia i altres proarticulatans probablement siguin animals, possiblement pertanyents a Eumetazoa.
Un estudi químic d'exemplars russos va trobar que estaven enriquits amb colesterol, que només és produït pels animals, donant suport a una afinitat animal, encara que aquests resultats han estat qüestionats per altres autors, que consideren que l'associació entre les molècules de colesterol i els fòssils de Dickinsonia no ser definitiu. Dins d'Animalia, s'han proposat una sèrie d'afinitats, com ara eumetazous-tija que formen un clade amb rangeomorfs, amb Placozoa i amb Cnidaria. Diversos investigadors han proposat afinitats estretes amb Bilateria, basades en l'organització bilateral o gairebé bilateral dels proarticulatans, tot i que és probable que els proarticulatans no siguin membres del grup troncal bilateriana.